# Liběšice (ort i Tjeckien, lat 50,29, long 13,62)
Liběšice är en ort i Tjeckien.   Den ligger i regionen Ústí nad Labem, i den nordvästra delen av landet, 60 km väster om huvudstaden Prag. Liběšice ligger 240 meter över havet och antalet invånare är 661.
Terrängen runt Liběšice är platt åt nordväst, men åt sydost är den kuperad.Runt Liběšice är det ganska glesbefolkat, med 34 invånare per kvadratkilometer. Närmaste större samhälle är Žatec, 6,5 km nordväst om Liběšice. Trakten runt Liběšice består till största delen av jordbruksmark.